# ماورينيو (لاعب كرة قدم مواليد 1978)
ماورو سيرجيو فيرياتو مينديش (بالبرتغالية: Mauro Sérgio Viriato Mendes‏) هو لاعب كرة قدم برازيلي في مركز ظهير ‏، ولد في 11 أكتوبر 1978 في بلدية فرناندوبولس في البرازيل. شارك مع منتخب البرازيل لكرة القدم. أما مع النوادي، فقد لعب مع باوليستا ونادي إيتوانو ونادي سانتوس ونادي ساو باولو ونادي غوياس ونادي كروزيرو.

## وصلات خارجية
- ماورينهو (لاعب كرة قدم مواليد 1978) على موقع قاعدة بيانات كرة القدم.إي يو (الإنجليزية)
- ماورينهو (لاعب كرة قدم مواليد 1978) على موقع ناشيونال فوتبول تيمز (الإنجليزية)